# شون اندروز (لاعب كرة قدم أمريكية)
شون اندروز (بالإنجليزية: Shawn Andrews)‏ هو لاعب كرة قدم أمريكية أمريكي، ولد في 25 ديسمبر 1982 في كامدن في الولايات المتحدة.

## وصلات خارجية
- شون اندروز على موقع مرجع كرة القدم المحترفة.كوم (الإنجليزية)